# Ulf-Merbold-Gymnasium Greiz
Das Ulf-Merbold-Gymnasium – Staatliches Gymnasium Greiz ist ein staatliches, allgemeinbildendes Gymnasium in der ostthüringischen Kreisstadt Greiz. Das Gymnasium ist die größte Schule in Trägerschaft des Landkreises Greiz. Seit 2010 ist die Einrichtung nach dem ehemaligen Absolventen und Wissenschaftsastronauten Ulf Merbold benannt und im ehemaligen Gebäude der Lessingschule in der Greizer Neustadt beheimatet.

## Geschichte
Gymnasiale Bildung hat in der ehemaligen Hauptstadt des Fürstentums Reuß älterer Linie ihren Ursprung im Jahre 1735. Bis 1802 wurden Jugendliche im Lyzeum bis zur Hochschulreife unterrichtet. Nach dem Stadtbrand von 1802 wurde der Status der Einrichtung herabgestuft. Heute befindet sich im Lyzeum die Stadt- und Kreisbibliothek Greiz. Ab 1862 entstand in der wohlhabenden Greizer Bevölkerung der Wunsch nach einer neuen höheren Schule. Ein privater Schulverein wurde gegründet, der nach dem Beitritt des Fürstentums zum Norddeutschen Bund immer weniger mit den Gymnasien in Gera oder Plauen konkurrieren konnte. 1869 wurde erstmals ein Gymnasium nach preußischem Vorbild gefordert, dessen Einrichtung 1872 genehmigt wurde. Der Unterricht fand vorübergehend im Roten Haus statt, der heutigen Lessing-Grundschule neben dem Ulf-Merbold-Gymnasium. Bis 1875 wurde das Gymnasium auf dem ehemaligen Gelände eines Friedhofs der Stadtkirche St. Marien gebaut und am 10. April 1875 eingeweiht.
Große Zäsuren von Lehrinhalten und Schülerschaft erlebte das Gymnasium während der beiden Weltkriege. So wurde gegen Ende des Ersten Weltkrieges der gymnasiale Unterricht komplett ausgesetzt. Die nach Ende des Zweiten Weltkriegs gegründeten Vereinigten Höheren Schulen wurden bereits 1946 zur Oberschule "Dr. Theo Neubauer". Erst ab 1948 konnte im ursprünglichen Gymnasium wieder Unterricht durchgeführt werden. Die folgenden Jahre waren geprägt von sozialistischen und polytechnischen Inhalten des DDR-Bildungswesens. Zwischen 1982 und 1990 wurden an der Erweiterten Oberschule nur die Klassenstufen 11 und 12 unterrichtet.
Nach der Friedlichen Revolution wurde in Thüringen 1991 das Gymnasium ab Klasse 5 wieder eingeführt. Der Unterricht fand nun neben dem Hauptgebäude in der Dr.-Scheube-Straße auch in der ehemaligen Hans-Beimler-Oberschule statt. Seit Anfang der 1990er-Jahre bis 2002 bestanden in Greiz zwei unabhängige Gymnasien, das 1. Staatliche Gymnasium und das Pestalozzigymnasium.
2009 zog die Lessing-Regelschule Greiz in das Gebäude in der Dr.-Scheube-Straße, das ehemalige Gebäude der Regelschule gegenüber dem Greizer Bahnhof wurde aufwendig umgebaut und zu Beginn des Schuljahres 2010/2011 dem Gymnasium übergeben. Am 9. September 2010 fand mit einem Festakt in der Sporthalle die Namensweihe zum "Ulf-Merbold-Gymnasium" statt. Der Physiker, der an diesem Tag anwesend war, verließ nach dem Abitur 1960 die DDR und wurde an Bord des Weltraumlabors Spacelab erster Bundesdeutscher im Weltall.

## Schulprofil

### Infrastruktur
Am 2009 - 2010 modernisierten Standort in der Greizer Neustadt befindet sich neben dem Hauptgebäude eine 3-Felder-Sporthalle, die Aula (in einer ehemaligen Turnhalle), sowie ein Kunstrasensportplatz. Als erstes Gymnasium in Thüringen wurden sämtliche Unterrichtsräume mit interaktiven Whiteboards ausgestattet.

### Schuljugendarbeit
Neben den Wahl- und Pflichtfächern der Thüringer Sekundarstufe sind in den vergangenen Jahren verschiedene Arbeitsgemeinschaften und Projekte der Schuljugendarbeit entstanden. Dazu gehören:
- die Schülerfirma "Service & Marketing SAG" als Anbieter von Bürodienstleistungen
- ein Schulchor
- künstlerische Arbeitsgemeinschaften (Töpfern, Bildende Kunst, Theater)
- sportliche Arbeitsgemeinschaften (Rettungsschwimmen, Klettern, Badminton, Geocaching)
- naturwissenschaftlich-mathematische Arbeitsgemeinschaften (Modellbau/Physik, Mathematik)

### Schulentwicklung
Seit 2007 nimmt die Schule am Thüringer Entwicklungsvorhaben "Eigenverantwortliche Schule" teil, ebenso an Schülerwettbewerben, wie den naturwissenschaftlichen "Olympiaden", dem Adam-Ries-Wettbewerb, dem Bundeswettbewerb Fremdsprachen oder dem Wettbewerb Jugend forscht. Bei Letzterem erreichten im vergangenen Schuljahr drei Schüler der zehnten Klassenstufe einen ersten Platz im Regional- und einen dritten Platz im Landeswettbewerb.

### Schulpartnerschaften
Seit 1990 entstanden verschiedene zeitweilige Kooperationen mit Schulen weltweit. Besonders genutzt wurden die Netzwerke des medienpädagogischen  IZOP-Instituts, des Projekts "Jugend und Umwelt" und des German American Partnership Program.
Derzeit existiert eine aktive Partnerschaft mit dem Gymnasium Studentska im tschechischen Havířov und dem Gymnasium Liceo Statale in Ischia (Kampanien), einer Inselgemeinde im Golf von Neapel.

## Bekannte Schüler
Folgende Persönlichkeiten haben ihr Abitur an einer der historischen gymnasialen Schulen in Greiz abgelegt:
- Otto Henning (1833–1908), Drucker und Reichstagsabgeordneter
- Friedrich Schneider (1887–1962), Historiker
- Oskar Sala (1910–2002), Komponist
- Walter Schmidt (* 1930), Historiker
- Wolfgang Diezel (1940–1995), Mediziner und Hochschullehrer
- Ulf Merbold (* 1941), Physiker und Wissenschaftsastronaut
- Arnold Vaatz (* 1955), Politiker (CDU)
- Sebastian Schwarz (* 1984), Schauspieler

## Historische Entwicklung des Schulnamens
- 1914 – 1927: Städtisches bzw. Thüringisches Gymnasium mit Realschule
- 1927 – 1939: Thüringisches Realgymnasium mit Oberrealschule
- 1939 – 1945: Bismarckschule – Staatliche Oberschule für Jungen
- 1945 – 1946: Vereinigte Höhere Schulen der Stadt Greiz
- 1946 – 1959: Oberschule "Dr. Theo Neubauer"
- 1959 – 1990: Erweiterte Oberschule "Dr. Theo Neubauer"
- 1990 – 2002: Staatliches Gymnasium bzw. Erstes Staatliches Gymnasium und Pestalozzigymnasium
- 2002 – 2010: Staatliches Gymnasium
- seit 2010: Ulf-Merbold-Gymnasium